# Lois Abbingh
Lois Abbingh (* 13. August 1992 in Groningen) ist eine niederländische Handballspielerin.

## Karriere
Abbingh begann das Handballspielen bei V&S Groningen. Anschließend wechselte die Rückraumspielerin zu E&O Emmen, wo sie in der Saison 2009/10 Torschützenkönigin der Eredivisie war. Im Sommer 2010 wechselte sie zum deutschen Bundesligisten VfL Oldenburg. Mit dem VfL gewann sie 2012 den DHB-Pokal. Zur Saison 2014/15 schloss sich Abbingh dem rumänischen Verein HCM Baia Mare an. Im Sommer 2016 wechselte sie zum französischen Erstligisten Issy Paris Hand. Ab der Saison 2018/19 stand sie beim russischen Verein GK Rostow am Don unter Vertrag. Mit Rostow gewann sie 2019 und 2020 die russische Meisterschaft. Im Sommer 2020 wechselte sie zum dänischen Erstligisten Odense Håndbold. Mit Odense gewann sie 2021 und 2022 die dänische Meisterschaft sowie 2020 den dänischen Pokal. Aufgrund ihrer ersten Schwangerschaft legte sie im März 2022 eine Pause ein. Ab der Saison 2023/24 stand sie beim norwegischen Erstligisten Vipers Kristiansand unter Vertrag. In der Spielzeit 2023/24 gewann sie sowohl die norwegische Meisterschaft als auch den norwegischen Pokal. Nachdem Abbingh ab dem Insolvenzantrag der Vipers im Januar 2025 vereinslos war, schloss sie sich im Folgemonat dem deutschen Bundesligisten Borussia Dortmund an.
Abbingh absolvierte bislang 216 Partien für die niederländische Nationalmannschaft, in denen sie 902 Treffer erzielte. Mit den Niederlanden nahm sie an der EM 2010 und an den Weltmeisterschaften 2011 und  2013 teil. Weiterhin nahm sie an den Olympischen Spielen 2016 in Rio de Janeiro teil. Bei der Europameisterschaft 2016 gewann sie die Silbermedaille. Ein Jahr später gewann sie die Bronzemedaille bei der Weltmeisterschaft in Deutschland. Zusätzlich wurde Abbingh in das All-Star-Team gewählt und belegte mit 58 Treffern den zweiten Platz in der Torschützenliste. Weiterhin gewann sie die Bronzemedaille bei der Europameisterschaft 2018. Bei der Weltmeisterschaft 2019 gewann sie durch ein 30:29 im Finale gegen die spanische Auswahl den WM-Titel. Abbingh erzielte den spielentscheidenden Treffer wenige Sekunden vor Abpfiff per Siebenmeter. Weiterhin wurde sie mit 71 Treffern Torschützenkönigin des Turniers. Mit der niederländischen Auswahl nahm sie an den Olympischen Spielen in Tokio teil.
Abbingh trug gemeinsam mit dem Basketballspieler Worthy de Jong die niederländische Fahne bei der Eröffnungsfeier der Olympischen Sommerspiele 2024.
Mit der niederländischen Juniorinnen-Auswahl wurde Abbingh im Jahr 2011 U19-Vizeeuropameisterin und errang mit 65 Treffern die Torschützenkrone. Ein Jahr zuvor belegte sie mit den Niederlanden den dritten Platz bei der U18-Weltmeisterschaft und gewann ebenfalls die Torschützenkrone.